# Пиховчиці
Пиховчиці (біл. Пыхоўчыцы) — село в складі Берестовицького району Гродненської області, Білорусь. Село підпорядковане Олекшицькій сільській раді, розташоване у західній частині області.